# Atlantic Championship Series
La Fórmula Atlantic (también llamada Atlantic Championship, Champ Car Atlantics y Toyota Atlantics, según el año) es un campeonato de automovilismo de velocidad que se disputa en América del Norte con monoplazas entre los años 1974 y 2009, y que desde 2012 fue revivido bajo el nombre de Campeonato SCCA Atlantic Pro Racing Series. Durante buena parte de su historia, la categoría compartió fechas con la Championship Auto Racing Teams, y sirvió como categoría promocional de esta, un escalón por debajo de la Indy Lights.
Imitando la competencia surgida en Canadá en 1974, la International Motor Sports Association comenzó a organizar un campeonato similar en Estados Unidos en 1976. El Sports Car Club of America tomó el rol fiscalizado del campeonato estadounidense al año siguiente, y en 1978 ambas series se fusionaron. Luego de haber sido renombrada Formula Mondial en 1983 con escasa respuesta del público, el campeonato se dividió en dos zonas, Este y Oeste, que compitieron en paralelo hasta 1990. El fabricante japonés de automóviles Toyota pasó a proveer los motores en ese año, y unificó el calendario de la categoría en 1991.
Los automóviles de la Fórmula Atlantic tuvieron chasis Swift desde 2000 y motores Mazda desde 2006. Como resultado de la fusión entre la Champ Car y la IndyCar Series, la Fórmula Atlantic se disputó en las temporadas 2008 y 2009 bajo la fiscalización de la International Motor Sports Association. Por esta razón, muchas de las fechas fueron compartidas con la categoría de gran turismos y sport prototipos American Le Mans Series y de la Star Mazda, esta última un certamen de monoplazas que abastecía de pilotos a la Fórmula Atlantic. Debido a la escasez de participantes, la temporada 2010 fue cancelada tres semanas antes de la primera fecha.

## Circuitos recientes
Este (1985-1990)
| - Brainerd (1985, 1987) - Gateway (1985-1986) - Lime Rock Park (1985-1990) - Long Beach (1989-1990) - Memphis (1987) - Mid-Ohio (1986-1989) | - Milwaukee (1988) - Montreal (1986, 1988-1990) - Mosport Park (1987-1989) - Road America (1986-1989) - Road Atlanta (1986-1988) - Sebring (1988) | - San Petersburgo (1985-1990) - Summit Point (1985-1986) - Topeka (1989-1990) - Toronto (1990) - Trois-Rivières (1985, 1989-1990) - Watkins Glen (1987, 1989-1990) |

Oeste (1985-1990)
| - Calgary (1989-1990) - Firebird (1985-1988) - Laguna Seca (1985-1988, 1990) - Long Beach (1989-1990) - Memphis (1987) - Phoenix (1989) | - Portland (1985-1988) - Riverside (1985-1986, 1988) - Road America (1990) - Sears Point (1985-1990) - Seattle (1985, 1989) - Spokane (1987-1988) | - Tacoma (1986-1987) - Vancouver (1990) - Westwood (1985-1990) - Willow Springs (1985, 1989) |

1991-2009
| - Autobahn (2009) - Calgary (1991) - Cicero (1999, 2001) - Cleveland (1997-1998, 2000-2007) - Denver (2002-2006) - Des Moines (1991) - Edmonton (2005-2008) - Gateway (1998-2000, 2002) - Halifax (1993) - Homestead (1996-1997, 2000) - Houston (1998-2001, 2006-2007) - Laguna Seca (1991-2004, 2008-2009) | - Las Vegas (2007) - Lime Rock Park (1991-1992, 2009) - Long Beach (1991-2008) - Miami (1992, 1995, 2003) - Mid-Ohio (1991-1999, 2003, 2009) - Miller (2008-2009) - Milwaukee (1993-2004) - Monterrey (2002-2006) - Montreal (1991-2006) - Mont-Tremblant (2007-2008) - Mosport Park (1992-1994, 2009) - Nazareth (1991-1999, 2001) | - New Hampshire (1993) - New Jersey (2008-2009) - Phoenix (1991-1995) - Portland (2002-2007) - Road America (1996-2002, 2004-2008) - Road Atlanta (1993, 2008-2009) - San José (2005-2007) - Sebring (2009) - Toronto (1991-1998, 2000-2007) - Trois-Rivières (1991-2003, 2008-2009) - Vancouver (1991-1999, 2001, 2004) - Watkins Glen (1991-1992) |

2012; 2014-presente
| - Road Atlanta - Watkins Glen International - Virginia International Raceway - Mid-Ohio Sports Car Course - Thompson International Speedway - New Jersey Motorsports Park - Summit Point Motorsports Park |

## Campeones

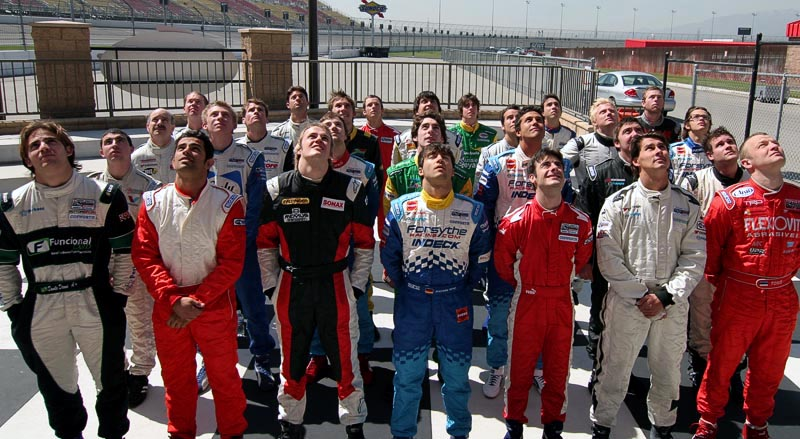
Pilotos de la Fórmula Atlantic en la pretemporada 2006.

| Temporada                                          | Campeón                  | Equipo Campeón            |                  |                  |
| Fórmula Atlantic                                   | Fórmula Atlantic         | Fórmula Atlantic          | Fórmula Atlantic | Fórmula Atlantic |
| -------------------------------------------------- | ------------------------ | ------------------------- | ---------------- | ---------------- |
| 1974                                               | Bill Brack               |                           |                  |                  |
| 1975                                               | Bill Brack               | Scott Racing              |                  |                  |
| 1976 CASC                                          | Gilles Villeneuve (CASC) | Ecurie Canada             |                  |                  |
| 1976 IMSA                                          | Gilles Villeneuve (IMSA) | Ecurie Canada             |                  |                  |
| 1977                                               | Gilles Villeneuve        | Ecurie Canada             |                  |                  |
| 1978                                               | Howdy Holmes             | Shierson Racing           |                  |                  |
| 1979                                               | Tom Gloy                 |                           |                  |                  |
| 1980                                               | Jacques Villeneuve       |                           |                  |                  |
| 1981                                               | Jacques Villeneuve       |                           |                  |                  |
| 1982                                               | Dave McMillan            |                           |                  |                  |
| 1983                                               | Michael Andretti         | Conte Racing              |                  |                  |
| 1984                                               | Dan Marvin               |                           |                  |                  |
| 1985 Este                                          | Michael Angus (Este)     |                           |                  |                  |
| 1985 Oeste                                         | Jeff Wood (Oeste)        |                           |                  |                  |
| 1986 Este                                          | Scott Goodyear (Este)    |                           |                  |                  |
| 1986 Oeste                                         | Ted Prappas (Oeste)      |                           |                  |                  |
| 1987 Este                                          | Calvin Fish (Este)       |                           |                  |                  |
| 1987 Oeste                                         | Johnny O'Connell (Oeste) |                           |                  |                  |
| 1988 Este                                          | Steve Shelton (Este)     |                           |                  |                  |
| 1988 Oeste                                         | Dean Hall (Oeste)        |                           |                  |                  |
| Campeonato Toyota Atlantic                         |                          |                           |                  |                  |
| 1989 Este                                          | Jocko Cunningham (Este)  |                           |                  |                  |
| 1989 Oeste                                         | Hiro Matsushita (Oeste)  |                           |                  |                  |
| 1990 Este                                          | Brian Till (Este)        |                           |                  |                  |
| 1990 Oeste                                         | Mark Dismore (Oeste)     | P-1 Racing                |                  |                  |
| 1991                                               | Jovy Marcelo             | P-1 Racing                |                  |                  |
| 1992                                               | Chris Smith              |                           |                  |                  |
| 1993                                               | David Empringham         | Canaska Racing            |                  |                  |
| 1994                                               | David Empringham         |                           |                  |                  |
| 1995                                               | Richie Hearn             |                           |                  |                  |
| 1996                                               | Patrick Carpentier       | Lynx Racing               |                  |                  |
| 1997                                               | Alex Barron              | Lynx Racing               |                  |                  |
| 1998                                               | Lee Bentham              | Forsythe Racing           |                  |                  |
| 1999                                               | Anthony Lazzaro          | PPI Motorsports           |                  |                  |
| 2000                                               | Buddy Rice               | PPI Motorsports           |                  |                  |
| 2001                                               | Hoover Orsi              | P-1 Racing                |                  |                  |
| 2002                                               | Jon Fogarty              | Dorricott Racing          |                  |                  |
| 2003                                               | A. J. Allmendinger       | RuSPORT                   |                  |                  |
| 2004                                               | Jon Fogarty              | Sierra Sierra Racing      |                  |                  |
| 2005                                               | Charles Zwolsman Jr.     | Polestar Racing Group     |                  |                  |
| Champ Car Atlantic                                 |                          |                           |                  |                  |
| 2006                                               | Simon Pagenaud           | Team Australia            |                  |                  |
| 2007                                               | Raphael Matos            | Sierra Sierra Enterprises |                  |                  |
| Fórmula Atlantic                                   |                          |                           |                  |                  |
| 2008                                               | Markus Niemelä           | Brooks Associates Racing  |                  |                  |
| 2009                                               | John Edwards             | Newman Wachs Racing       |                  |                  |
| 2010-2011                                          | Temporadas no disputadas | Temporadas no disputadas  |                  |                  |
| Campeonato SCCA Atlantic Pro Racing Series         |                          |                           |                  |                  |
| 2012                                               | David Grant              | Polestar Racing Group     |                  |                  |
| 2013                                               | Temporada no disputada   | Temporada no disputada    |                  |                  |
| 2014                                               | Daniel Burkett           | K-Hill Motorsports        |                  |                  |
| 2015                                               | Keith Grant              | Polestar Racing Group     |                  |                  |
| 2016                                               | Ryan Norman              | Polestar Racing Group     |                  |                  |
| Atlantic Championship Series (sancionada por USAC) |                          |                           |                  |                  |
| 2017                                               | Peter Portante           | K-Hill Motorsports        |                  |                  |
| 2018                                               | Baltazar Leguizamón      | K-Hill Motorsports        |                  |                  |